# Vicq-Exemplet
Vicq-Exemplet è un comune francese di 337 abitanti situato nel dipartimento dell'Indre nella regione del Centro-Valle della Loira.

## Società

### Evoluzione demografica
Abitanti censiti